# Brooklyn Bounce
Brooklyn Bounce («Бруклін Баунс») — німецька музична група, що працює в стилі Hard House, Євротранс. На початку свого творчого шляху була однією з найбільш затребуваних і популярних танцювальних команд.